# Alsaciano americano
O Alsaciano americano (American alsatian em inglês) é uma raça de cão do tipo spitz, que fora desenvolvida nos Estados Unidos.
A raça surgiu a partir do cruzamento seletivo de malamute-do-alaska, pastor-alemão, mastim-inglês, pastor-da-Anatólia e cão-de-montanha-dos-Pirenéus com a intenção de se produzir um cão que possuísse as características físicas do agora extinto lobo-terrível e portanto fora utilizado cães do tipo akita e molosso para produzir essa raça, assim obtendo a aparência lupina dos cães do tipo spitz e o tamanho e estrutura física molossóide, o pastor alemão foi inserido para que a raça fosse obediente e bastante adaptável ao meio de vida urbano.

## Descrição

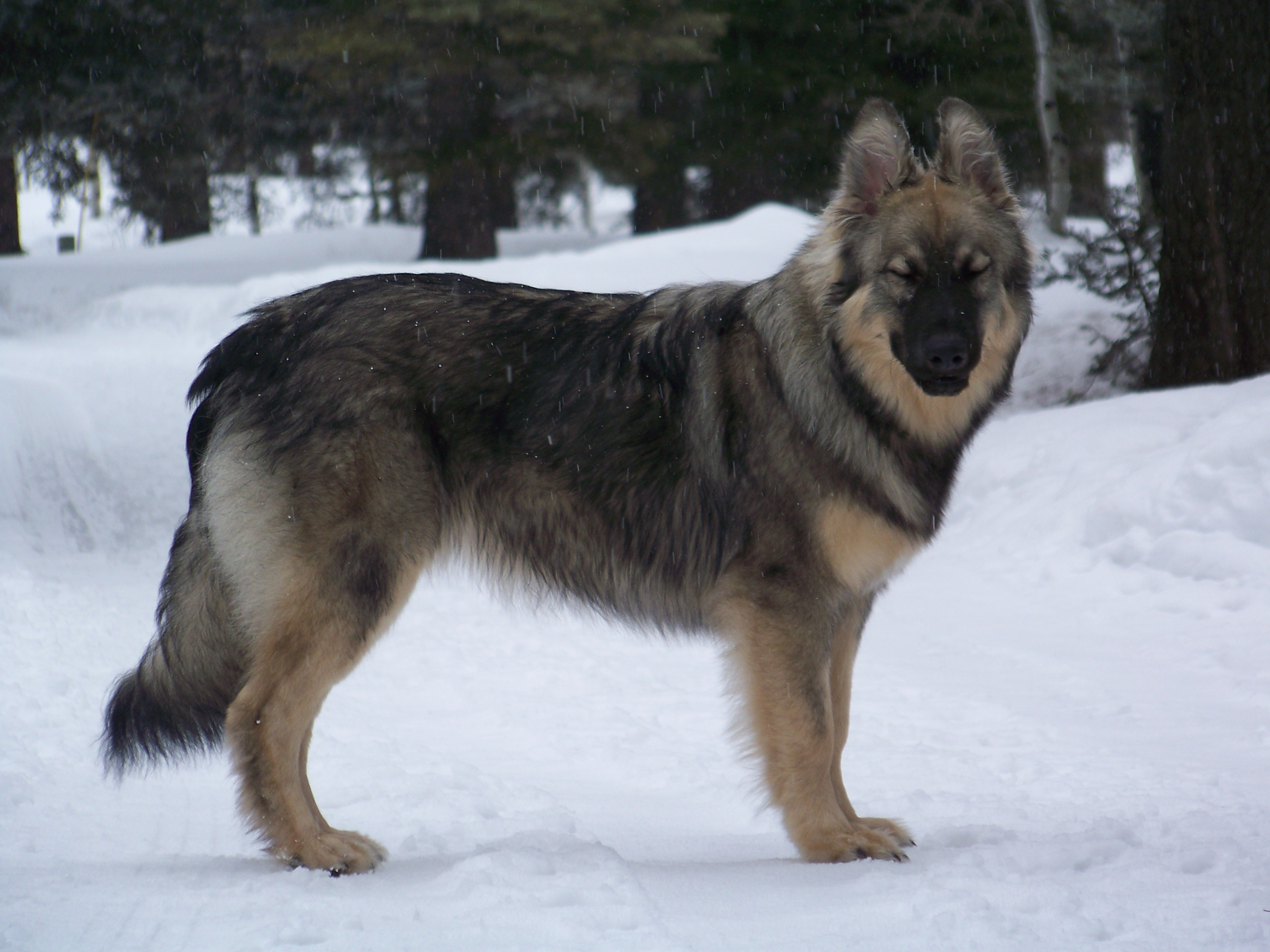

Os alsacianos machos pesam de 40 a 54 kg, as fêmeas são menores, com 38-48 kg. Sua altura é de 66 a 81 cm nos machos e 63 a 71 cm nas fêmeas, eles são um dos maiores e intimidantes cães do mundo. Tais animais são incapazes de exercerem funções de trabalho, pois atendem a todas as características de cães-de-companhia já que foi criado para ser o maior cão nesta categoria, não costumam ser agressivos ou medrosos já que tal comportamento não está registrada na raça.

## Aptidão para o trabalho
Apesar de haver sido criado para ser primariamente um cão de companhia, possuí capacidade de atuar como cão de trabalho, também é conhecido o seu uso como cão de resgate mas se destaca mais para o delicado trabalho de cão de terapia ou cão de educação assistencial.
De todas as maneiras, seu uso ainda é muito restrito devido a fragilidade física que a raça possuí e portanto necessidade de trabalhos mais delicados.